# Born Into Struggle
 (octobre 2012).
Pour plus de détails, voir Fiche technique et Distribution.
Born Into Struggle est un film documentaire sud-africain réalisé en 2004.

## Synopsis
Dans ce documentaire, le réalisateur Rehad Desai nous guide au long d’un voyage intime que l’implication politique de son père créa dans sa vie familiale. Barney Desai était un héros politique du peuple sud-africain dans sa lutte pour l’indépendance, mais en tant que père il fut absent émotionnellement. Rehad a passé une grande partie de sa vie en exil et est devenu lui aussi un activiste politique. Dans cet intense voyage vers son passé personnel, Rehad se rend compte qu’il suit les pas de son père, car il revit la même relation avec son propre fils adolescent et distant.

## Fiche technique
- Production : Uhuru Productions
- Scénario : Rehad Desai, Anita Khanna
- Image : Simon Wilkie
- Son : Joe Dlamini
- Musique : Phillip Miller
- Montage : Francesco Biagini

## Récompenses
- Encounters Festival South Africa (en) 2004
- Apollo 2004